# Біланівка
Білані́вка — масив на заході Кам'янця-Подільського між Польськими фільварками та мікрорайоном Жовтневим, на високому плато лівого берега Смотрича. Навпроти — на правому березі Смотрича — розкинулося приміське село Зіньківці.

## Історія
Поселення утворилося 1742 року. Спочатку, як засвідчують актові документи середини 18 століття, мало назву Долішні фільварки. Сучасна назва Біланівка, очевидно, походить від прізвища одного із заможних мешканців передмістя — Білана, про великі землеволодіння якого засвідчує візита Георгіївської церкви 1771 року.
Біланівка була приміським селом. Включена в смугу Кам'янця-Подільського 4 березня 1926 року.

## Населення
За даними на початок 2009 року на Біланівці нараховувався 1881 мешканець, з них 1698 дорослих (806 чоловіків і 892 жінки) .

## Топографія
Основними магістралями Біланівки є західні частини новопланівських вулиць Північної (колись Перша Загородня) та Тімірязєва (колись Велика Біланівська). Зате вулиці Івана Сірка (колись Мала Біланівська), Чапаєва (колись Нагірна), Фабріціуса (колись Пансіонна), а також Білановецька набережна (колись Набережна) повністю належать Біланівці.
Є тут і сім провулків. Два з них названо за сторонами світу — Північний і Східний. Ще двом провулкам — Чапаєва та Фабріціуса — назви підказали розташовані поруч вулиці. І, нарешті, провулок Войкова — це колишня вулиця Козача, Червоногвардійський провулок — це колишній Козачий провулок, а провулок Чубаря раніше був Біланівським провулком.

## Особистості
На Біланівці жив відомий фотолітописець Кам'янця Степан Ніколаєв (1874—1926). Крім того, він був чудовим столяром, будував, реставрував і розписував церкви, виготовляв образи, захоплювався бджільництвом, досконало грав на балалайці. Справу Степана Петровича як фотолітописця міста продовжив його син — Василь Ніколаєв (1904—1991).
28 серпня 2001 року з ініціативи кам'янецького фотомитця Юрія Савіна в училищі культури було відкрито виставку «Фото з минулого», присвячену світлій пам'яті Степана та Василя Ніколаєвих.
Також на Біланівці народилася Юлія Лискун (Яворська), відома журналістка, перекладачка, поетка, членкиня Національної Спілки журналістів та Національної Спілки краєзнавців України, Голова "Подільського українського історико-краєзнавчого Товариства "АДСКРІПТУС" ім. Юзефа Роллє, авторка перших в Україні збірок перекладів творів Мавриція Гославського, Болеслава Лесьмяна та Юзефа Роллє.

## Об'єкти
На Біланівці розташувалися міська бібліотека № 4 (відкрито в січні 1968 року; сучасна адреса — Тімірязєва, 38), МЕНЦУМ (міський еколого-натуралістичний центр учнівської молоді, колишня станція юних натуралістів — Тімірязєва, 47).